# Nghi Tân
Nghi Tân is een phường in de thị xã Cửa Lò, in de Vietnamese provincie Nghệ An. De provincie Nghệ An ligt in de regio die ook wel Bắc Trung Bộ wordt genoemd.